# Giovanni Mai
Giovanni Mai o Maj (30 ottobre 1818 – 1897) è stato un politico e avvocato italiano.

## Biografia
Di professione avvocato, attivo durante il Risorgimento, fu consigliere comunale e provinciale a Pavia e primo sindaco della città nel 1860. Nello stesso anno venne eletto deputato per la VII legislatura del Regno di Sardegna, mentre l'anno successivo fu eletto al Parlamento per la VIII legislatura, la prima del Regno d'Italia.